# Église Sainte-Marie de Turku
L'église Sainte-Marie (en finnois : Maarian kirkko)  est une église médiévale en pierre située dans le quartier Räntämäki de Turku en Finlande ,,.

## Présentation
L'église est construite au nord du fleuve Aura.
C'est une église médiévale à trois nefs en pierre grise avec des dimensions extérieures de 34,2 x 9 mètres.
Elle compte une sacristie extérieure, une salle d'armes et un clocher.
Les parties les plus anciennes de l'église Sainte-Marie, situées près de la rivière Vähäjoki se jetant dans le fleuve Aura dans le village de Räntämäki, datent probablement de la fin du XIVe siècle.

## Architecture
La voûte et le clocher attenant à l'extrémité ouest ont subi des transformations depuis le Moyen Âge.
La salle de l'église à trois nefs comporte cinq traverses couvertes de voûtes croisées
La nef compte trois vaisseaux couverts de croisée d'ogives et de voûtes en étoile.
Les murs, les voûtes et les arcades sont riches en décorations picturales primitives, qui comprennent des sujets ecclésiastiques et profanes.
Lorsque l'église a brûlé en 1876, 18 statues de saints ont été détruites, dont cinq des saints patrons de l'église, quatre statues de la Vierge Marie et une de saint Denis.
Le crucifix date de la seconde moitié du XIVe siècle.
La chaire est sculptée par Daniel Sudrovius en 1662 sur le modèle de la chaire de la cathédrale de Turku.
Les bancs datent des années 1870, la balustrade d'orgue et l'autel des années 1980.

## Cimetière
Le mur de pierre entourant le cimetière comporte portails voûtés conçus par l'architecte Charles Bassi en 1803.
Sur le côté oriental du mur de pierre se trouvent deux tombeaux, celui du coin nord date du début du XIXe siècle et appartenait à la famille Baer.
L'autre tombeau date des années 1780.
De plus, la tombe de la famille Tallgren est conçue par l'architecte Erik Bryggman.
La tombe familiale du sculpteur Wäinö Aaltonen, conçue par l'architecte Matti Aaltonen, date de 1968

## Presbytère
Le groupe de bâtiments du presbytère Sainte-Marie se compose d'un presbytère gustavien en pierre au toit mansardé construit en 1788, le bâtiment résidentiel le plus ancien du presbytère avec ses caves et trois granges.
La cour, où les bâtiments forment un ensemble presque fermé, est resté quasiment inchangé depuis le XVIIIe siècle. Le bâtiment principal du presbytère est situé au bout du chemin Varkaantie.

## Environnement culturel
La direction des musées de Finlande a classé l'église Sainte-Marie et son environnement parmi les sites culturels construits d'intérêt national en Finlande.